# Stefano Kunčev
Stefano Krasimirov Kunčev (in bulgaro Стефано Красимиров Кунчев?; Trojan, 20 aprile 1991) è un ex calciatore bulgaro, di ruolo portiere.

## Carriera

### Club

#### Egersund
A febbraio 2016, Kunčev ha firmato un contratto con i norvegesi dell'Egersund, compagine di 2. divisjon.

### Nazionale
Kunčev ha esordito nelle qualificazioni al campionato europeo Under-21 per la Bulgaria in data 7 settembre 2010, schierato titolare nella sconfitta interna per 0-1 contro la Svezia.

## Statistiche

### Presenze e reti nei club
Statistiche aggiornate al 23 febbraio 2017.
| Stagione            | Club                | Campionato          | Campionato | Campionato | Coppe nazionali | Coppe nazionali | Coppe nazionali | Coppe continentali | Coppe continentali | Coppe continentali | Supercoppe | Supercoppe | Supercoppe | Totale | Totale |
| Stagione            | Club                | Comp                | Pres       | Reti       | Comp            | Pres            | Reti            | Comp               | Pres               | Reti               | Comp       | Pres       | Reti       | Pres   | Reti   |
| ------------------- | ------------------- | ------------------- | ---------- | ---------- | --------------- | --------------- | --------------- | ------------------ | ------------------ | ------------------ | ---------- | ---------- | ---------- | ------ | ------ |
| 2008-2009           | Lokomotiv Plovdiv   | A-PFG               | 1          | 0          | CB              | ?               | -?              | -                  | -                  | -                  | -          | -          | -          | 1+     | -?     |
| 2009-gen. 2010      | Lokomotiv Mezdra    | A-PFG               | ?          | -?         | CB              | ?               | -?              | -                  | -                  | -                  | -          | -          | -          | ?      | -?     |
| gen.-giu. 2010      | Slavia Sofia        | A-PFG               | 0          | 0          | CB              | 0               | 0               | -                  | -                  | -                  | -          | -          | -          | 0      | 0      |
| 2010-2011           | Slavia Sofia        | A-PFG               | 23         | -25        | CB              | ?               | -?              | -                  | -                  | -                  | -          | -          | -          | 23+    | -?     |
| 2011-2012           | Slavia Sofia        | A-PFG               | 17         | -24        | CB              | ?               | -?              | -                  | -                  | -                  | -          | -          | -          | 17+    | -?     |
| lug.-dic. 2012      | Lokomotiv Plovdiv   | A-PFG               | 8          | -11        | CB              | 0               | 0               | -                  | -                  | -                  | -          | -          | -          | 8      | -11    |
| gen.-giu. 2013      | Slavia Sofia        | A-PFG               | 2          | -2         | CB              | 0               | 0               | -                  | -                  | -                  | -          | -          | -          | 2      | -2     |
| 2013-gen. 2014      | Slavia Sofia        | A-PFG               | 2          | -7         | CB              | 2               | -4              | -                  | -                  | -                  | -          | -          | -          | 4      | -11    |
| Totale Slavia Sofia | Totale Slavia Sofia | Totale Slavia Sofia | ?          | -?         |                 | ?               | -?              |                    | -                  | -                  |            | -          | -          | ?      | -?     |
| lug.-set. 2014      | Levski Sofia        | A-PFG               | 3          | -4         | CB              | 0               | 0               | -                  | -                  | -                  | -          | -          | -          | 3      | -4     |
| set. 2014-2015      | Trikala             | FL2                 | 0          | 0          | CG              | 0               | 0               | -                  | -                  | -                  | -          | -          | -          | 0      | 0      |
| feb.-giu. 2016      | Egersund            | 2D                  | 7          | -5         | CN              | 1               | -2              | -                  | -                  | -                  | -          | -          | -          | 8      | -7     |
| 2016-2017           | Lokomotiv           | A-PFG               | 5          | -9         | CB              | 0               | 0               | -                  | -                  | -                  | -          | -          | -          | 5      | -9     |
| Totale              | Totale              | Totale              | ?          | -?         |                 | ?               | -?              |                    | -                  | -                  |            | -          | -          | ?      | -?     |